# X 3000 – Fantome gegen Gangster
X 3000 – Fantome gegen Gangster (japanisch 宇宙大怪獣ドゴラ, Uchū Daikaijū Dogora, übersetzt „Weltraumriesenmonster Dogora“) ist ein Kaijū-Film des Godzilla-Regisseurs Inoshiro bzw. Ishirō Honda aus dem Jahr 1964. Für die Spezialeffekte war Eiji Tsuburaya verantwortlich. Die deutsche Erstaufführung des japanischen Films fand am 30. September 1966 statt.

## Handlung
Ein amorphes außerirdisches Wesen zerstört in der Erdumlaufbahn einen Satelliten. Zur gleichen Zeit verschwinden rund um den Globus die von einem internationalen Ring von Diamanträubern gestohlenen Edelsteine. So stellt sich heraus, dass die Beute eines Großraubs in Yokohama aus Süßigkeiten besteht.
Die Ermittlungen von Inspektor Kommei führen diesen zum Kristallographen Dr. Munakata, der erklärt, dass sich Dogora, die außerirdische Lebensform, von Kohlenstoff ernährt. Im Zusammenhang mit dem Großraub, der von Mark Jackson angeführt wurde, war auch ein Förderwagen mit Kohle in der Atmosphäre verschwunden.
Dr. Munakata bricht auf der Spur einer wissenschaftlichen Sensation nach Kitakyūshū auf, Dogoras voraussichtlich nächstem Ziel. Auch Jackson, der, wie sich herausstellt, die Diamanten gegen Süßigkeiten ausgetauscht hatte, um sie sich selbst unter den Nagel zu reißen, ist dorthin unterwegs. Auch Hamako ist auf der Jagd nach den Diamanten.
In Kyūshū wird Dogora von einem Schwarm Wespen angegriffen, deren Bienenstöcke Dogora in den Minen aufgescheucht hatte. Daraufhin lösen sich feste Kristallteile von Dagora und fallen Richtung Erde.
Da taucht ein quallenartiges außerirdisches Wesen in Form einer gallertartigen Wolke am Himmel auf und absorbiert alles Kohlenstoff enthaltene Materie wie Kohle und Diamantenvorräte und zerstört dabei die Wakato-Brücke in Kitakyūshū. Nach langem Beschuss scheint das Militär das Wesen besiegt zu haben, doch in Wahrheit befindet es sich im Zustand der Mitose.
In der Zwischenzeit wird die Herstellung größerer Mengen des Wespengiftes in die Wege geleitet, da dieses anscheinend die Kristallisation bei Dagora ausgelöst hat.
Zur gleichen Zeit stößt Inspektor Kommei auf Jacksons Diamantenversteck, doch hat zwischenzeitlich auch Hamako das Versteck entdeckt und flieht mit den Diamanten. Zuvor fesselt sie Jackson und Kommei und zündet Dynamit; beide Männer können aber gerade noch der Explosion entkommen.
Beim Aufeinandertreffen am Strand werden die Polizei und die Diamantendiebe am Strand von Dagoras Körper erschlagen, der sich durch das Wespengift in einen riesigen Kristall verwandelt hat. Die von Hamako gestohlenen Diamanten stellen sich als unecht aus; Mark Jackson arbeitet in Wahrheit für eine Versicherungsfirma. Dr. Munakata plant, das Potential der Ereignisse für den Frieden der Welt zu erforschen.

## Kritiken
„Trickreiches Science-Fiction-Kino mit dünner Handlung.“